# БТ-7
БТ-7 је био лаки тенк Црвене армије у Другом светском рату. Његов предњи оклоп износио је 21 мм а бочни и стражњи 13 мм. Био је наоружан топом од 45 мм и митраљезом од 8 мм. Кретао се 72 км на сат по путу, односно 50 km/h ван пута. Његови претходници били су БТ-5 и БТ-2. Директни наследник овог тенка био је тенк Т-34.